# 唐娜·里德
唐娜·里德（英語：Donna Reed，1921年1月27日—1986年1月14日）是一名美国电影，电视女演员和制片人。她的职业生涯长达40多年，曾在40多部电影中演出。她以法蘭克·卡普拉1946年的电影《風雲人物》中的玛丽·哈奇的角色而闻名。1953年，她因在战争片《亂世忠魂》中的角色而获得第26届奥斯卡金像奖最佳女配角。

## 早年生活
里德出生在艾奥瓦州丹尼森附近的一个农场上，是黑兹尔·简和威廉·理查德·穆伦格的女儿。作为五个孩子中的老大，她遵循着卫斯理宗被抚养长大。